# Матуте, Ана Мария
А́на Мари́я Мату́те (исп. Ana María Matute; 26 июля 1925[…], Барселона — 25 июня 2014, Барселона) — испанская писательница «поколения пятидесятых годов».

## Биография
Родилась в Барселоне и была вторым (из пяти) ребёнком в семье владельца фабрики по производству зонтиков Факундо Матуте (исп. Facundo Matute).
Когда в возрасте восьми лет девочка была на грани жизни и смерти из-за инфекции, поразившей почки, бабушка и дедушка забрали её на выздоровление в Мансилья-де-ла-Сьерра — небольшой городок в горах на юго-западной части Логроньо, одной из провинций Старой Кастилии. Впоследствии в нескольких произведениях писательницы местом действия окажется подобная местность.

Восьми лет я заболела, и меня отправили в деревню к деду и бабушке. С ними я прожила почти год. Думаю, что это было решающее для меня время. Оно очень глубоко врезалось в память, и я вошла в мир, который никогда потом не забывала. Люди кастильской деревни… их жестокая борьба за жизни открылись мне впервые. Я захотела ходить в школу с сельскими ребятами и добилась этого.— Ана Мария Матуте
Когда ей исполнилось десять, началась гражданская война, очень сильно повлиявшая на мировоззрение будущей писательницы, увидевшей не столько борьбу между двумя сторонами, сколько рост внутренней агрессивности каждого из жителей.
17 ноября 1952 года Ана Мария Матуте вышла замуж за Рамона Эухенио де Гойкоече́а (исп. Ramon Eugenio de Goicoechea), также писателя. Вскоре родился сын Хуан Пабло, которому писательница посвятила множество детских рассказов. В 1965 году пара распалась и по законам того времени ей было запрещено видеться с сыном.
Умерла 25 июня 2014 года в больнице Барселоны после перенесенного кардиореспираторного кризиса.
Похоронена на Монжуикском кладбище (кат. Cementiri de Montjuïc) в Барселоне.

## Основные произведения

### Романы
1. Los abel. — Barcelona: Destino, 1948. — в коротком списке Премии Надаля.
2. Fiesta al Noroeste. — Madrid: Afrodisio Aguado, 1953. — Премия «Premio Café Gijón»
3. Маленький театр / Pequeño teatro. — Barcelona: Planeta, 1954. — Премия «Планета»
4. En esta tierra. — Barcelona: Éxito, 1955.
5. Los hijos muertos. — Barcelona: Planeta, 1958. — Премия критиков (исп. Premio de la Crítica de narrativa castellana) и Национальная премия по литературе (исп. Premio Nacional de Narrativa)
русск.пер.: Мёртвые сыновья / пер. Н.Трауберг и М. Абезгауз — М.: Худож. лит., 1964. — 484 с.
6. Primera memoria. — Barcelona: Destino, 1960. — Премия Надаля.
русск.пер.: Первые воспоминания — в кн.: Матуте А. М. Первые воспоминания; Рассказы. — М.: Худож. лит., 1977. — 317 с.
7. Algunos muchachos. — Barcelona: Destino, 1964.
8. Los soldados lloran de noche. — Barcelona: Destino, 1964.
русск.пер.: Солдаты плачут ночью / пер. Н. Трауберг. — М.: Худож. лит., 1969. — 150 с.
9. La trampa. — Barcelona: Destino, 1969. 
русск.пер.: Ловушка / пер. Е. Любимовой. — М.: Прогресс, 1974. — 236 с.
10. La torre vigía. — Barcelona: Lumen S.A., 1971.
11. Luciérnagas. — Barcelona: Destino, 1993.
12. Olvidado rey Gudú. — Madrid: Espasa Calpé, 1996.
13. Aranmanoth. — Madrid: Espasa Calpé, 2000.
14. Paraíso inhabitado. — Madrid: Espasa Calpé, 2010.

### Сборники рассказов
- El tiempo / Время (1957)
- El arrepentido / Раскаявшийся (1961)
- A la mitad del camino / На середине пути (1961)
- Historia de la Artámila / Истории Артамилы (1961)
- El río / Река (1963)
- Необычные мальчишки (1968)

## Публикации на русском языке
- Матуте, Ана Мария. Мёртвые сыновья / пер. Н.Трауберг и М. Абезгауз — М.: Художественная литература, 1964
- Матуте, Ана Мария. Солдаты плачут ночью / Серия: Зарубежный роман XX века / пер. Н.Трауберг — М.: Художественная литература, 1969
- Матуте, Ана Мария. Безбилетный пассажир / пер. Скина Вафа — М.: Детская литература, 1969
- Матуте, Ана Мария. Король Зеннов // Библиотека современной фантастики. Том 21. Антология сказочной фантастики / Серия: Библиотека современной фантастики / пер. Елена Любимова — М.: Молодая гвардия, 1971
- Матуте, Ана Мария. Рассказы // Современная испанская новелла. — М.: Прогресс, 1971
- Матуте, Ана Мария. Ловушка / пер. Елена Любимова. — М.: Прогресс, 1974
- Матуте, Ана Мария. Первые воспоминания. Рассказы. — М.: Художественная литература, 1977
- Матуте, Ана Мария, Сабахаттин Али. Дьявол внутри нас. Мадонна в меховом манто. Солдаты плачут ночью / Серия: Зарубежный роман XX века — М.: Художественная литература, 1982
- Матуте, Ана Мария. Безбилетный пассажир // Клятва Люка Болдуина / Серия: Мир приключений — М.: Правда, 1990

## Признание
Премия издательства Планета (1954). Премия Надаля (1959). Член Королевской академии (1996, третья женщина за всю трехсотлетнюю историю Академии). Премия «Мигель де Сервантес» (2010, также третья женщина, получившая эту главную премию испаноязычной литературы).